# Джатиев, Тотырбек Исмаилович
Тотырбе́к Исмаи́лович Джа́тиев (15 (28) декабря 1910 — 7 июля 1984) — советский осетинский писатель и журналист. Член КПСС с 1939 года.

## Биография
Джатиев родился в ауле Сба (в настоящее время относится к Дзаускому району Южной Осетии) в крестьянской семье. Он в раннем возрасте стал сиротой: в 1919 году умерла мать. Через год семья вынуждена была переселиться в Северную Осетию, в селение Кодахджин. В 1920 году
отец был убит белобандитами. Джатиев стал батрачить, чтобы прокормить двух сестёр и брата. В 1923 году он посилился в селении Ногир, в 1924—1925 годах овладел грамотой, окончил пять классов школы. В 1925 году он вступил в комсомол, через год устроился на работу в типографию газеты «Растдзинад» учеником наборщика, параллельно учился на вечернем рабфаке.
В 1932 году Джатиев был назначен исполняющим обязанности редактора молодёжной газеты «Молодой большевик», в 1933—1934 годах был редактором алагирской районной газеты «Раздзог». В то же время начал печатать свои очерки, фельетоны, статьи в районных газетах «Рæстдзинад», «Молодой большевик» и альманахе «Абон» («Сегодня»). Первые работы опубликовал в 1931 году, писал на осетинском языке. Первая повесть Джатиева «Герой революции»(«Революцийы хъӕбатыр», 1932) посвящена борьбе партизан за установление советской власти в Южной Осетии. Также занимал ответственные должности в органах комсомола.
В 1935 году Джатиев был принят в Союз писателей СССР, с 1939 года состоял в КПСС. В 1934 году поступил во Всесоюзный Коммунистический институт журналистики имени «Правды», через четыре года перевёлся в Литературный институт имени М. Горького. В 1939 году Джатиев ушёл добровольцем на войну с Финляндией, служил в эскадроне лыжников, сначала как рядовой боец, затем был военным комиссаром. Получил несколько боевых ранений. После демобилизации, в 1941 году окончил Литературный институт имени М. Горького, работал там же на заочном отделении.
Во время Великой Отечественной войны Джатиев служил в рядах вооружённых сил. С августа 1941 года по ноябрь 1942 года служил на Северном флоте. Был начальником партотдела газеты «Северная вахта» и военным корреспондентом ТАСС. Свыше трёхсот его публикаций было напечатано во флотской и других газетах. В ноябре 1942 года во время боевой операции в Баренцевом море Джатиев получил ранение в голову и контузию. После выписки из госпиталя в начале 1943 года был переведён на Черноморский флот на должность старшего инструктора политуправления. Участвовал в десантных операциях под Новороссийском, в Керчи, в освобождении Крыма и Севастополя, Румынии и Болгарии. Получил ранение и контузию при штурме Новороссийска, после лечения снова вернулся на службу. За мужество в боях Джатиев награждён тремя орденами и многими медалями.
В 1945—1949 годах он был редактором журнала «Мах дуг» и альманах «Советская Осетия». Многие сочинения посвящены подвигам советских воинов. В 1940—1941 годах Джатиев опубликовал повесть «Добровольцы» о эскадроне лыжников-добровольцев на финском фронте. В повести «Честь осетина» (1945) писал о мужестве батальона морской пехоты в годы Великой Отечественной. Героями повести «Два друга» (1952) стали черноморские моряки. Роман «Дорогой жизни» («Царды фӕндагыл», 1956) и повесть «У горы Зилга хох» («Зилгӕхохы цур», 1954) посвящены советским колхозникам. В романе «Горная звезда» (1961) центральным является образ осетинского поэта К. Л. Хетагурова.
В 1940—1941 годах проживал в доме № 17 на улице Куйбышева во Владикавказе.

## Награды
- Орден Трудового Красного Знамени (05.10.1960)
- Орден «Знак Почёта»
- Орден Красного Знамени
- медаль «За отвагу» (декабрь 1940)[2]
- другие ордена и медали

## Сочинения
- Герой революции (Революцийы хъæбатыр): повесть.- Дзæуджыхъæу, 1932.
- Боевой друг: повесть / пер. с осет.- Радянска Украина, 1941.
- Честь осетина (Ироны намыс): рассказы.- Дзæуджыхъæу, 1945.
- Морской джигит: повесть.- Дзауджикау : Госиздат, 1947.
- Горный орёл (Хæххон цæргæс): повесть / Дзадтиаты Т., Мамсыраты Д.- Дзæуджыхъæу, 1948.
- На берегах Терека: рассказы / пер. с осет.- Дзауджикау, 1952.
- Два друга: повесть.- М. : Детгиз, 1952.
- Дорогой жизни (Царды фæндагыл): роман.- Орджоникидзе : Цæгат Ирыстоны чингуыты рауагъдад, 1956.
- Повести и рассказы / пер. с осет.- М. : Советский писатель, 1958.
- Горная звезда (Хæххон стъалы): роман.- Сталинир, 1961.
- Магистраль дружбы: очерк.- Орджоникидзе : Цæгат Ирыстоны чингуыты рауагъдад, 1962.
- Мои седые кудри. Рассказы Назират (Мæ урс дадалитæ. Надзирæты Радзырдтæ).- Орджоникидзе : Цæгат Ирыстоны чингуыты рауагъдад, 1965.
- За вас отдам я жизнь: повесть / Джатиев Т., Л. Либединская.- М. : Политиздат, 1969.
- В небе — осетинка. Иду в атаку (Уæлдæфы ирон чызг. Фæцæуын атакæйы): повести.- Орджоникидзе : Ир, 1971.
- Тайными тропами (Сусæг фæндæгтыл): повесть.- Орджоникидзе : Ир, 1975.
- Пламя над Тереком: повести / пер. с осет.- М. : Советский писатель, 1976.
- Сабельный звон (æхсаргарды зæлланг): повесть.- Орджоникидзе : Ир, 1977.
- Дика: повесть-быль / пер. с осет.- М. : Сов. Россия, 1978.
- Кем ты будешь, лаппу? Повесть.- М. : Детиздат, 1980.
- Всадник эпохи (Дуджы барæг): повести, очерки.- Орджоникидзе : Ир, 1980.
- Судьба наших гор (Уæ хъысмæт, нæ хæхтæ): роман и повесть : роман æмæ уацау.- Орджоникидзе : Ир, 1984.